# Hôtel du Gouvernement (Monaco)
L'hôtel du Gouvernement est un bâtiment de la fin du XIXe siècle situé à Monaco. Il est le siège officiel du gouvernement monégasque.

## Situation et accès
L'édifice est situé place de la Visitation, au nord-est du quartier de Monaco-Ville, et plus largement au sud-est de la principauté de Monaco.

## Histoire

### Structure précédente
En 1717, sur le terrain est élevée un « casino » avec chapelle, un lieu dans lequel la princesse Marie de Lorraine apprécie se retirer. La propriété est dite « le Désert », un surnom qui viendrait soit des terrains précédemment vides, soit des nombreux tableaux des anciens Pères du désert dans cette maison,.

### Inauguration
La cérémonie d'inauguration a lieu le 18 juin 1894. Cet édifice réunit ainsi, en plus des appartements particuliers du gouverneur général, les bureaux des services publics qui étaient auparavant établis dans différents locaux.
Depuis sa création en 1911, il abrite le siège du ministère d'État.

## Structure

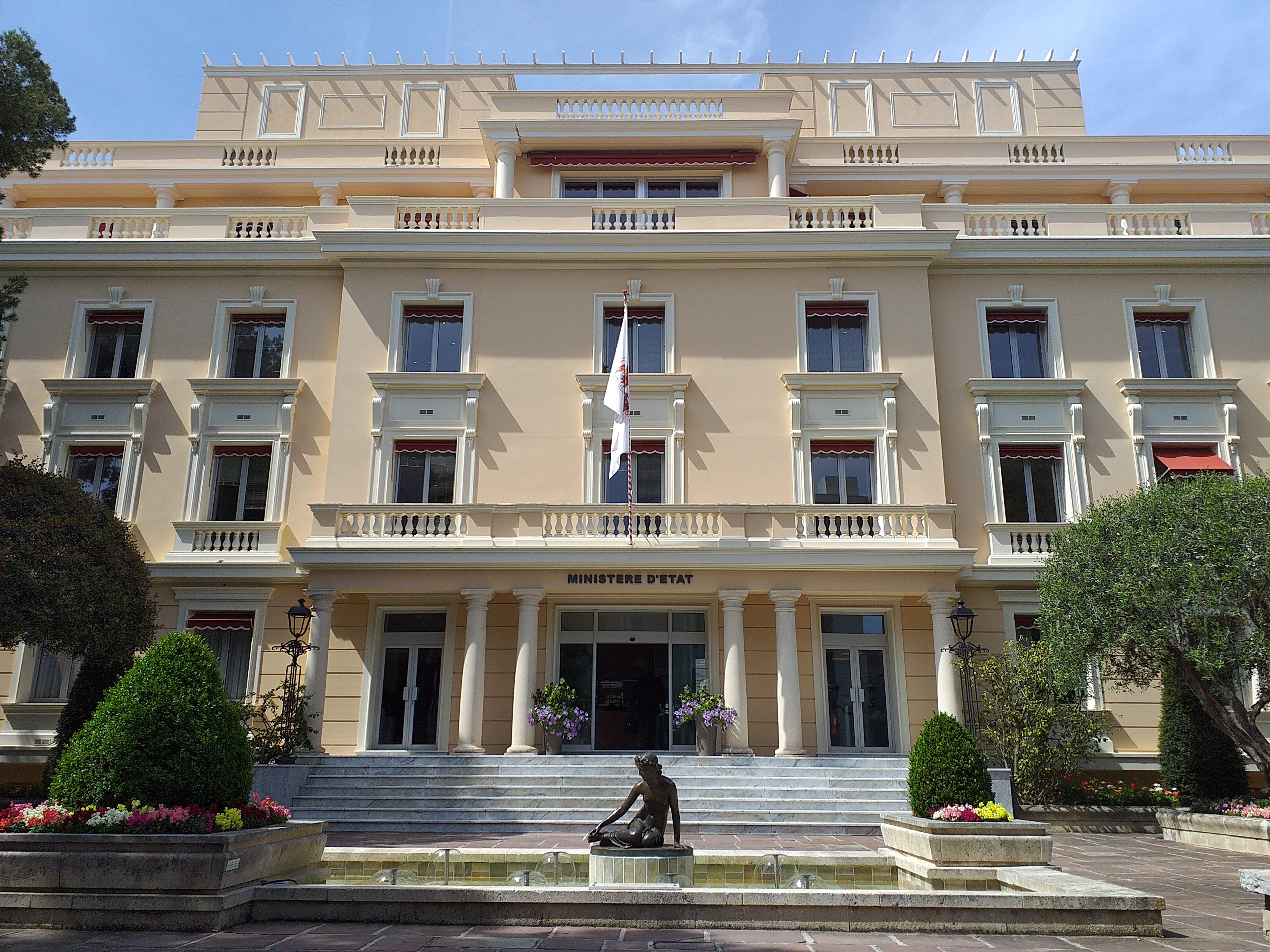
Entrée du ministère d'État, en mai 2019.